# Мунсень
Мунсе́нь (кат. Montseny, вимова літературною каталанською [munsέɲ]) - муніципалітет, розташований в Автономній області Каталонія, в Іспанії. Код муніципалітету за номенклатурою Інституту статистики Каталонії - 81379. Знаходиться у районі (кумарці) Бальєс-Уріантал (коди району - 41 та VR) провінції Барселона, згідно з новою адміністративною реформою перебуватиме у складі Баґарії (округи) Барселона. 

## Населення
Населення міста (у 2007 р.) становить 299 осіб (з них менше 14 років - 8,7%, від 15 до 64 - 68,9%, понад 65 років - 22,4%). У 2006 р. народжуваність склала 2 особи, смертність - 3 особи, зареєстровано 1 шлюб. У 2001 р. активне населення становило 138 осіб, з них безробітних - 5 осіб.

Серед осіб, які проживали на території міста у 2001 р., 266 народилися в Каталонії (з них 191 особа у тому самому районі, або кумарці), 18 осіб приїхало з інших областей Іспанії, а 2 особи приїхали з-за кордону. 

Університетську освіту має 10,5% усього населення. 

У 2001 р. нараховувалося 95 домогосподарств (з них 25,3% складалися з однієї особи, 18,9% з двох осіб,13,7% з 3 осіб, 23,2% з 4 осіб, 10,5% з 5 осіб, 7,4% з 6 осіб, 1,1% з 7 осіб, 0% з 8 осіб і 0% з 9 і більше осіб).

Активне населення міста у 2001 р. працювало у таких сферах діяльності : у сільському господарстві - 9%, у промисловості - 18%, на будівництві - 12,8% і у сфері обслуговування - 60,2%. 

 У муніципалітеті або у власному районі (кумарці) працює 114 осіб, поза районом - 53 особи.

### Безробіття
У 2007 р. нараховувалося 10 безробітних (у 2006 р. - 10 безробітних), з них чоловіки становили 20%, а жінки - 80%.

## Економіка

### Підприємства міста

#### Промислові підприємства
| \| Промислові підприємства міста, за сферою діяльності \| Промислові підприємства міста, за сферою діяльності \| Промислові підприємства міста, за сферою діяльності \| \| Рік \| 2002 р. \| 2001 р. \| \| --------------------------------------------------- \| --------------------------------------------------- \| --------------------------------------------------- \| \| Енергетичні та водні ресурси \| 42,9% \| 42,9% \| \| Хімія та метали \| 0% \| 0% \| \| Переробка металів \| 0% \| 0% \| \| Продукти харчування \| 57,1% \| 57,1% \| \| Текстиль \| 0% \| 0% \| \| Виробництво меблів, видання \| 0% \| 0% \| \| Інше \| 0% \| 0% \| \| Усього підприємств \| 7 \| 7 \| |         |         |
| Промислові підприємства міста, за сферою діяльності |         |         |
| Рік | 2002 р. | 2001 р. |
| Енергетичні та водні ресурси | 42,9%   | 42,9%   |
| Хімія та метали | 0%      | 0%      |
| Переробка металів | 0%      | 0%      |
| Продукти харчування | 57,1%   | 57,1%   |
| Текстиль | 0%      | 0%      |
| Виробництво меблів, видання | 0%      | 0%      |
| Інше | 0%      | 0%      |
| Усього підприємств | 7       | 7       |

#### Роздрібна торгівля
| \| Підприємства роздрібної торгівлі міста, за сферою діяльності \| Підприємства роздрібної торгівлі міста, за сферою діяльності \| Підприємства роздрібної торгівлі міста, за сферою діяльності \| \| Рік \| 2002 р. \| 2001 р. \| \| ------------------------------------------------------------ \| ------------------------------------------------------------ \| ------------------------------------------------------------ \| \| Продукти харчування \| 57,1% \| 57,1% \| \| Одяг та взуття \| 0% \| 0% \| \| Товари для дому \| 0% \| 0% \| \| Книги та періодичні видання \| 14,3% \| 14,3% \| \| Промислова хімічна продукція \| 14,3% \| 14,3% \| \| Продукція, пов'язана з транспортними засобами \| 0% \| 0% \| \| Інше \| 14,3% \| 14,3% \| \| Усього підприємств \| 7 \| 7 \| |         |         |
| Підприємства роздрібної торгівлі міста, за сферою діяльності |         |         |
| Рік | 2002 р. | 2001 р. |
| Продукти харчування | 57,1%   | 57,1%   |
| Одяг та взуття | 0%      | 0%      |
| Товари для дому | 0%      | 0%      |
| Книги та періодичні видання | 14,3%   | 14,3%   |
| Промислова хімічна продукція | 14,3%   | 14,3%   |
| Продукція, пов'язана з транспортними засобами | 0%      | 0%      |
| Інше | 14,3%   | 14,3%   |
| Усього підприємств | 7       | 7       |

#### Сфера послуг
| \| Підприємства міста, що працюють у сфері послуг, за діяльністю \| Підприємства міста, що працюють у сфері послуг, за діяльністю \| Підприємства міста, що працюють у сфері послуг, за діяльністю \| \| Рік \| 2002 р. \| 2001 р. \| \| ------------------------------------------------------------- \| ------------------------------------------------------------- \| ------------------------------------------------------------- \| \| Гуртова торгівля \| 4,8% \| 0% \| \| Готелі та готельний бізнес \| 71,4% \| 71,4% \| \| Транспорт та зв'язок \| 9,5% \| 9,5% \| \| Посередницькі фінансові послуги \| 0% \| 0% \| \| Послуги підприємствам \| 0% \| 0% \| \| Послуги фізичним особам \| 14,3% \| 19% \| \| Нерухомість та ін. \| 0% \| 0% \| \| Усього підприємств \| 21 \| 21 \| |         |         |
| Підприємства міста, що працюють у сфері послуг, за діяльністю |         |         |
| Рік | 2002 р. | 2001 р. |
| Гуртова торгівля | 4,8%    | 0%      |
| Готелі та готельний бізнес | 71,4%   | 71,4%   |
| Транспорт та зв'язок | 9,5%    | 9,5%    |
| Посередницькі фінансові послуги | 0%      | 0%      |
| Послуги підприємствам | 0%      | 0%      |
| Послуги фізичним особам | 14,3%   | 19%     |
| Нерухомість та ін. | 0%      | 0%      |
| Усього підприємств | 21      | 21      |

## Житловий фонд
У 2001 р. 6,3% усіх родин (домогосподарств) мали житло метражем до 59 м2, 28,4% - від 60 до 89 м2, 23,2% - від 90 до 119 м2 і
42,1% - понад 120 м2.

З усіх будівель у 2001 р. 52,5% було одноповерховими, 44,4% - двоповерховими, 3
% - триповерховими, 0% - чотириповерховими, 0% - п'ятиповерховими, 0% - шестиповерховими,
0% - семиповерховими, 0% - з вісьмома та більше поверхами.

## Автопарк
| \| Автомобілі, зареєстровані у місті, за призначенням \| Автомобілі, зареєстровані у місті, за призначенням \| Автомобілі, зареєстровані у місті, за призначенням \| \| Рік \| 2006 р. \| 2005 р. \| \| -------------------------------------------------- \| -------------------------------------------------- \| -------------------------------------------------- \| \| Приватні автомобілі \| 44,8% \| 44,2% \| \| Мотоцикли \| 9,9% \| 10,2% \| \| Вантажівки \| 35,6% \| 36,1% \| \| Трактори \| 1,3% \| 1,3% \| \| Автобуси та ін. \| 8,4% \| 8,1% \| \| Усього автомобілів \| 393 шт. \| 371 шт. \| |         |         |
| Автомобілі, зареєстровані у місті, за призначенням |         |         |
| Рік | 2006 р. | 2005 р. |
| Приватні автомобілі | 44,8%   | 44,2%   |
| Мотоцикли | 9,9%    | 10,2%   |
| Вантажівки | 35,6%   | 36,1%   |
| Трактори | 1,3%    | 1,3%    |
| Автобуси та ін. | 8,4%    | 8,1%    |
| Усього автомобілів | 393 шт. | 371 шт. |

## Вживання каталанської мови
У 2001 р. каталанську мову у місті розуміли 99,3% усього населення (у 1996 р. - 100%), вміли говорити нею 90,8% (у 1996 р. - 
97,5%), вміли читати 89,7% (у 1996 р. - 88,7%), вміли писати 67,4
% (у 1996 р. - 61,8%). Не розуміли каталанської мови 0,7%.

## Політичні уподобання
У виборах до Парламенту Каталонії у 2006 р. взяло участь 197 осіб (у 2003 р. - 215 осіб). Голоси за політичні сили розподілилися таким чином:
| \| Вибори до Парламенту Каталонії \| Вибори до Парламенту Каталонії \| Вибори до Парламенту Каталонії \| \| Рік \| 2006 р. \| 2003 р. \| \| -------------------------------------- \| ------------------------------ \| ------------------------------ \| \| Конвергенція та Єднання (CiU) \| 57,4% \| 63,3% \| \| Соціалістична партія Каталонії (PSC) \| 9,1% \| 7% \| \| Народна партія (PP) \| 2,5% \| 1,9% \| \| Ініціатива за зелену Каталонію (IC) \| 8,6% \| 2,8% \| \| Республіканська лівиця Каталонії (ERC) \| 19,8% \| 23,7% \| \| Громадянська партія (C's) \| 0,5% \| 0% \| \| Інші \| 2% \| 1,4% \| |         |         |
| Вибори до Парламенту Каталонії |         |         |
| Рік | 2006 р. | 2003 р. |
| Конвергенція та Єднання (CiU) | 57,4%   | 63,3%   |
| Соціалістична партія Каталонії (PSC) | 9,1%    | 7%      |
| Народна партія (PP) | 2,5%    | 1,9%    |
| Ініціатива за зелену Каталонію (IC) | 8,6%    | 2,8%    |
| Республіканська лівиця Каталонії (ERC) | 19,8%   | 23,7%   |
| Громадянська партія (C's) | 0,5%    | 0%      |
| Інші | 2%      | 1,4%    |

У муніципальних виборах у 2007 р. взяло участь 243 особи (у 2003 р. - 257 осіб). Голоси за політичні сили розподілилися таким чином:
| \| Муніципальні вибори \| Муніципальні вибори \| Муніципальні вибори \| \| Рік \| 2007 р. \| 2003 р. \| \| -------------------------------------- \| ------------------- \| ------------------- \| \| Конвергенція та Єднання (CiU) \| 21,4% \| 11,3% \| \| Соціалістична партія Каталонії (PSC) \| 56,4% \| 57,6% \| \| Народна партія (PP) \| 0% \| 0% \| \| Ініціатива за зелену Каталонію (IC) \| 0% \| 0% \| \| Республіканська лівиця Каталонії (ERC) \| 22,2% \| 31,1% \| \| Громадянська партія (C's) \| 0% \| 0% \| \| Інші \| 0% \| 0% \| |         |         |
| Муніципальні вибори |         |         |
| Рік | 2007 р. | 2003 р. |
| Конвергенція та Єднання (CiU) | 21,4%   | 11,3%   |
| Соціалістична партія Каталонії (PSC) | 56,4%   | 57,6%   |
| Народна партія (PP) | 0%      | 0%      |
| Ініціатива за зелену Каталонію (IC) | 0%      | 0%      |
| Республіканська лівиця Каталонії (ERC) | 22,2%   | 31,1%   |
| Громадянська партія (C's) | 0%      | 0%      |
| Інші | 0%      | 0%      |